# Dimitri
Dimitri of Dmitri is een Griekse jongensnaam, afgeleid van Demetrius of Demetrios. Ook Demetria, Dim, Dimi, Dimis, Jimmy, Dima, Dimka, Dimon, Dimich en Dimas zijn van deze naam afgeleid.
Dimitri betekent 'zoon van Demeter', in de Griekse mythologie de godin van de aarde en van de landbouw. Dimitri is dan weer de geliefde van deze godin. De naam werd vooral bekend door Demetrius, in de Bijbel de zilversmid die zich verzette tegen Paulus omdat hij zijn handel in Artemis' tempels bedreigd zag.
Het feest van de Russische Sint-Dimitri Soloenski (Sint-Demetrius van Thessaloniki) wordt op de zaterdag voor 8 november gevierd. De naamdag is 26 oktober.
Lijst van pagina's waarvan de titel begint met Dimitri:

- Dimitri
- Dimitri (dj)
- Dimitri Alexeev
- Dimitri Antonissen
- Dimitri Anuchin
- Dimitri Balcaen
- Dimitri Baranovski
- Dimitri Bertels
- Dimitri Bocharov
- Dimitri Boelikin
- Dimitri Boelykin
- Dimitri Bontenakel
- Dimitri Bontinck
- Dimitri Bortniansky
- Dimitri Botsjarov
- Dimitri Bussard
- Dimitri Casteleyn
- Dimitri Champion
- Dimitri Claeys
- Dimitri Daeseleire
- Dimitri Davidovic
- Dimitri Davidović
- Dimitri De Conde
- Dimitri De Condé
- Dimitri De Fauw
- Dimitri De Tremmerie
- Dimitri Delay
- Dimitri Delporte
- Dimitri Desmyter
- Dimitri Djollo
- Dimitri Doebjago
- Dimitri Donskoi
- Dimitri Dubyago
- Dimitri Dupont
- Dimitri Fofonov
- Dimitri Foulquier
- Dimitri Fourny
- Dimitri Frenkel Frank
- Dimitri Grigorovitsj
- Dimitri Habran
- Dimitri Iakovlevski
- Dimitri Ivanovich Dubyago
- Dimitri Ivanovitsj
- Dimitri Ivanovitsj I
- Dimitri Ivanovitsj Popov
- Dimitri Ivanovitsj van Rusland
- Dimitri Jarosjenko
- Dimitri Juliet
- Dimitri Kevin Cavare
- Dimitri Khoklov
- Dimitri Kirichenko
- Dimitri Kirisjenko
- Dimitri Koeznetsov
- Dimitri Konisjev
- Dimitri Konstantinovitsj van Rusland
- Dimitri Konychev
- Dimitri Konyshev
- Dimitri Kudinov
- Dimitri Kuznetsov
- Dimitri Lauwers
- Dimitri Lavalée
- Dimitri Le Boulch
- Dimitri Legasse
- Dimitri Leue
- Dimitri Liénard
- Dimitri M'Buyu
- Dimitri Maenhoudt
- Dimitri Mbuyu
- Dimitri Medvedev
- Dimitri Mitropoulos
- Dimitri Mohamed
- Dimitri Muravjev
- Dimitri Neliubin
- Dimitri Nikolayevich Anuchin
- Dimitri Oberlin
- Dimitri Paulovitsj van Rusland
- Dimitri Pavi Degl'Innocenti
- Dimitri Pavlovitsj van Rusland
- Dimitri Payet
- Dimitri Petratos
- Dimitri Peyskens
- Dimitri Pisarev
- Dimitri Reinderman
- Dimitri Roels
- Dimitri Sedoen
- Dimitri Sedun
- Dimitri Serdjoek
- Dimitri Sidarenko
- Dimitri Sjevardnadze
- Dimitri Tersago
- Dimitri Tiomkin
- Dimitri Tokmetzis
- Dimitri Torbinski
- Dimitri Tsafendas
- Dimitri Utkin
- Dimitri Van Leuven
- Dimitri Van Toren
- Dimitri Van den Bergh
- Dimitri Vanieper
- Dimitri Vegas
- Dimitri Vegas & Like Mike
- Dimitri Verbelen
- Dimitri Verhoeven
- Dimitri Verhulst
- Dimitri Wouters
- Dimitri Zdhanov
- Dimitri Zhdanov
- Dimitri Zjilinski
- Dimitri Zweers
- Dimitri de Condé
- Dimitri de Fauw
- Dimitri van Joegoslavie
- Dimitri van Joegoslavië
- Dimitri van Rostov
- Dimitri van Toren
- Dimitri van den Bergh
- Dimitri wouters
- Dimitrie Alexandru Sturdza
- Dimitrie Apai
- Dimitrie Bratianu
- Dimitrie Brătianu
- Dimitrie C. Bratianu
- Dimitrie C. Brătianu
- Dimitrie Cantemir
- Dimitrie Ghica
- Dimitrie Popescu
- Dimitrie Sturdza
- Dimitrii Donskoi
- Dimitrii Donskoi (schip, 1881)
- Dimitrii Donskoi (schip, 1883)
- Dimitrij Ovtcharov
- Dimitrije Levajac
- Dimitrios Chatziisaias
- Dimitrios Chondrokoukis
- Dimitrios Diamantakos
- Dimitrios Emmanouilidis
- Dimitrios Ferfelis
- Dimitrios Golemis
- Dimitrios Gounaris
- Dimitrios Grigoriu
- Dimitrios I van Constantinopel
- Dimitrios Ioannides
- Dimitrios Ioannidis
- Dimitrios Ioannidis (voetballer)
- Dimitrios Itoudis
- Dimitrios Kiousopoulos
- Dimitrios Kolovos
- Dimitrios Konstantopoulos
- Dimitrios Koutroumanos
- Dimitrios Limnios
- Dimitrios Loundras
- Dimitrios Mastrovasilis
- Dimitrios Maximos
- Dimitrios Pandermalis
- Dimitrios Papadimoulis
- Dimitrios Papadopoulos
- Dimitrios Papadopoulos (patriarch)
- Dimitrios Papadopoulos (voetballer)
- Dimitrios Partsalidis
- Dimitrios Rallis
- Dimitrios Salpigidis
- Dimitrios Salpingidis
- Dimitrios Semsis
- Dimitrios Theodoridis
- Dimitrios Valvis
- Dimitrios Voulgaris
- Dimitris Andrikopoulos
- Dimitris Avramopoulos
- Dimitris Christofi
- Dimitris Christofias
- Dimitris Diamantakos
- Dimitris Goutas
- Dimitris Hristofi
- Dimitris Itoudis
- Dimitris Kolovos
- Dimitris Kops
- Dimitris Koutroumanos
- Dimitris Koutsoumbas
- Dimitris Koutsoumpas
- Dimitris Limnios
- Dimitris Lyacos
- Dimitris Mitropoulos
- Dimitris Nikolaou
- Dimitris Papadopoulos
- Dimitris Papaioannou
- Dimitris Pelkas
- Dimitris Rallis
- Dimitris Salpigidis
- Dimitris Salpingidis
- Dimitris Siovas
- Dimitris Theodorou

Lijst van pagina's waarvan de titel begint met Dmitri:

- Dmitri
- Dmitri Aleksejev
- Dmitri Alenichev
- Dmitri Alenitsjev
- Dmitri Aliev
- Dmitri Babenko
- Dmitri Bakin
- Dmitri Balandin
- Dmitri Barinov
- Dmitri Barsoek
- Dmitri Beljajev
- Dmitri Bilozertsjev
- Dmitri Bjakov
- Dmitri Bochkaryov
- Dmitri Boelikin
- Dmitri Boelykin
- Dmitri Borissovitsj Kabalevski
- Dmitri Bortnjanski
- Dmitri Bortnjansky
- Dmitri Botsjkarjov
- Dmitri Bulykin
- Dmitri Bykov
- Dmitri Charin
- Dmitri Chochlov
- Dmitri Chvorostovski
- Dmitri Dashinski
- Dmitri Dasjinski
- Dmitri Dedov
- Dmitri Dmitrievich Maksutov
- Dmitri Dmitrijevitsj Maksoetov
- Dmitri Doebjago
- Dmitri Domani
- Dmitri Donskoi
- Dmitri Donskoj
- Dmitri Donskov
- Dmitri Dorofejev
- Dmitri Dovgalenok
- Dmitri Efremov
- Dmitri Ferschtman
- Dmitri Foermanov
- Dmitri Fofonov
- Dmitri Gerasimov
- Dmitri Grabovski
- Dmitri Grigorovitsj
- Dmitri Groezdev
- Dmitri Hvorostovski
- Dmitri I van Moskou
- Dmitri Ivanovitsj Mendelejev
- Dmitri Ivanovski
- Dmitri Ivanovsky
- Dmitri Ivanowsky
- Dmitri Jakovenko
- Dmitri Japarov
- Dmitri Jarosjenko
- Dmitri Jazov
- Dmitri Jefremov
- Dmitri Joesjkevitsj
- Dmitri Kabalevski
- Dmitri Karamazov
- Dmitri Karamazow
- Dmitri Kardovski
- Dmitri Karpov
- Dmitri Kharin
- Dmitri Kharine
- Dmitri Khokhlov
- Dmitri Kirichenko
- Dmitri Kirisjenko
- Dmitri Koedinov
- Dmitri Koelagin
- Dmitri Koeznetsov
- Dmitri Kokarev
- Dmitri Koldoen
- Dmitri Kombarov
- Dmitri Kondratjev
- Dmitri Konisjev
- Dmitri Konysjev
- Dmitri Kozlovski
- Dmitri Kozontsjoek
- Dmitri Kroeglov
- Dmitri Kruglov
- Dmitri Kuznetsov
- Dmitri Laptev
- Dmitri Leonkin
- Dmitri Lepikov
- Dmitri Liss
- Dmitri Lobkov
- Dmitri Loginov
- Dmitri Logoenov
- Dmitri Loskov
- Dmitri Maksoetov
- Dmitri Malysjko
- Dmitri Mamin-Sibirjak
- Dmitri Markov
- Dmitri Mazepin
- Dmitri Mazoenov
- Dmitri Medvedev
- Dmitri Mendeleev
- Dmitri Mendelejev
- Dmitri Merezjkovski
- Dmitri Mironov
- Dmitri Mitropoulos
- Dmitri Moeratov
- Dmitri Moeravjev
- Dmitri Moeravjov
- Dmitri Morozov
- Dmitri Neljoebin
- Dmitri Nikolajevitsj Anoechin
- Dmitri Nikolajevitsj Anoetsjin
- Dmitri Nikolajevitsj Talantov
- Dmitri Nossov
- Dmitri Oekolov
- Dmitri Oestinov
- Dmitri Oetkin
- Dmitri Pavlov
- Dmitri Peskov
- Dmitri Petelin
- Dmitri Pisarev
- Dmitri Poljanski
- Dmitri Prigov
- Dmitri Radchenko
- Dmitri Radtsjenko
- Dmitri Razoemichin
- Dmitri Reiherd
- Dmitri Rive
- Dmitri Sakoenenko
- Dmitri Sakunenko
- Dmitri Sarsembajev
- Dmitri Sedoen
- Dmitri Sennikov
- Dmitri Shepel
- Dmitri Shostakovich
- Dmitri Shoukov
- Dmitri Sidarenko
- Dmitri Sijchov
- Dmitri Sinkovski
- Dmitri Sjakoelin
- Dmitri Sjepel
- Dmitri Sjoekov
- Dmitri Sjostakovitsj
- Dmitri Soecharev
- Dmitri Soeranovitsj
- Dmitri Sokolov
- Dmitri Soloviev
- Dmitri Solovjov
- Dmitri Solovyov
- Dmitri Strachov
- Dmitri Sychev
- Dmitri Sytchev
- Dmitri Sytsjov
- Dmitri Syysjev
- Dmitri Tarasov
- Dmitri Tiomkin
- Dmitri Tjomkin
- Dmitri Toersoenov
- Dmitri Torbinski
- Dmitri Troesj
- Dmitri Tsjernov
- Dmitri Tsjetsjoelin
- Dmitri Ustinov
- Dmitri Vasilenko
- Dmitri Vasiljev
- Dmitri Vasiljev (biatleet)
- Dmitri Vasiljev (schansspringer)
- Dmitri Vassiliev
- Dmitri Vassilijev
- Dmitri Vassiljev
- Dmitri Venevitinov
- Dmitri Viktorovich Logunov
- Dmitri Volkov
- Dmitri Wassiljew
- Dmitri Zhilinsky
- Dmitri Zjdanov
- Dmitri Zjilinski
- Dmitrii Rive
- Dmitrij Babenko
- Dmitrij Balandin
- Dmitrij Dmitrievitsj Maksoetov
- Dmitrij Dorofejev
- Dmitrij Gerasimov
- Dmitrij Jakovenko
- Dmitrij Lobkov
- Dmitrij Sakunenko
- Dmitrij Shepel
- Dmitrij Sjepel
- Dmitrij Valjoekevitsj
- Dmitrij Valukevic
- Dmitrij Valukevich
- Dmitrij Vaľukevič
- Dmitrijevka
- Dmitrijevka (district Oktjabrski)
- Dmitriy Alenitchev
- Dmitriy Balandin
- Dmitriy Baranovskiy
- Dmitriy Bulykin
- Dmitriy Byakov
- Dmitriy Fofonov
- Dmitriy Gaag
- Dmitriy Gruzdev
- Dmitriy Japarov
- Dmitriy Karpov
- Dmitriy Kharin
- Dmitriy Khokhlov
- Dmitriy Kombarov
- Dmitriy Kozontchuk
- Dmitriy Kruglov
- Dmitriy Muravyev
- Dmitriy Poloz
- Dmitriy Radchenko
- Dmitriy Reiherd
- Dmitriy Rive
- Dmitriy Sychyov
- Dmitriy Tarasov
- Dmitriy Torbinskiy
- Dmitriy Volkov